# Face the Heat
Face the Heat ist das zwölfte Studio-Album der deutschen Hard-Rock-Band Scorpions, welches im Herbst 1993 veröffentlicht wurde. Als Produzent fungierte diesmal neben der Band Bruce Fairbairn, der u. a. schon für Bon Jovi (New Jersey, 1988) und AC/DC (The Razors Edge, 1990) Alben produzierte. Eigentlich wollte die Band Fairbairn schon bei Crazy World (1990) als Produzenten, dieser musste zu diesem Zeitpunkt jedoch aus zeitlichen Gründen absagen.

## Titelliste
1. Alien Nation – 5:42
2. No Pain No Gain – 3:55
3. Someone to Touch – 4:28
4. Under the Same Sun – 4:52
5. Unholy Alliance – 4:54
6. Woman – 5:56
7. Hate to Be Nice – 3:33
8. Taxman Woman – 4:30
9. Ship of Fools – 4:15
10. Nightmare Avenue – 3:54
11. Lonely Nights – 4:50

Bonus-Tracks Europa und Asien
1. Destin – 3:17
2. Daddy’s Girl – 4:17

Bonus-Track Japan
1. Kami O Shin Juro

Bonus-Track US-Version
1. (Maries the Name) His Latest Flame (Hidden-Track)

## Singleauskopplungen
Als erste Single des Albums wurde der Opener Alien Nation mit den Liedern Unholy Alliance und Rubber Fucker sowie einer geschnittenen Version des Titels als B-Seite veröffentlicht. Die zweite Single wurde No Pain No Gain, welche zusammen mit dem Song Taxman Woman sowie einer speziellen Version des Hauptliedes in Zusammenarbeit mit der damaligen Fußballnationalmannschaft erschien. Als dritte Single erschien die Ballade Under the Same Sun zusammen mit den Songs Ship of Fools und Partners in Crime sowie einer Live-Aufnahme des Songs Hit Between the Eyes sowie Woman als letzte Single des Albums zusammen mit einer kürzeren Version des Liedes und Live-Aufnahmen der Lieder Under the Same Sun und Alien Nation, welche in München aufgezeichnet wurden.

## Andere Songversionen und Liveaufnahmen
Für die Single-Veröffentlichung des Songs No Pain No Gain erschien auf der Single eine Version des Songs, in der die deutsche Fußballnationalmannschaft den Refrain des Liedes singt. Das Lied Under the Same Sun wurde 2001 für das Album Acoustica als Akustikversion präsentiert. Diese Version ist jedoch ausschließlich auf der DVD und nicht auf dem dazugehörigen Album zu finden.
Die Single-Auskopplung Woman enthält als B-Seite die Live-Aufnahmen der Titel Under the Same Sun und Alien Nation. Das Album Live Bites aus dem Jahre 1995 enthält u. a. Live-Aufnahmen der Songs No Pain, No Gain und Alien Nation.

## Kommerzieller Erfolg

### Chartplatzierungen
Das Album konnte bei weitem nicht an den Erfolg von Crazy World anknüpfen. In Deutschland erreichte es Platz 4 der Charts, Platz 24 in den US-Billboardcharts und Platz 51 in den UK-Charts.
| ChartsChartplatzierungen       | Höchstplatzierung | Wochen |
| ------------------------------ | ----------------- | ------ |
| Deutschland (GfK)              | 4 (15 Wo.)        | 15     |
| Österreich (Ö3)                | 12 (7 Wo.)        | 7      |
| Schweiz (IFPI)                 | 9 (10 Wo.)        | 10     |
| Vereinigte Staaten (Billboard) | 24 (9 Wo.)        | 9      |
| Vereinigtes Königreich (OCC)   | 51 (1 Wo.)        | 1      |

### Auszeichnungen für Musikverkäufe
| Land/Region               | Auszeichnungen für Musikverkäufe (Land/Region, Auszeichnung, Verkäufe) | Verkäufe  |
| ------------------------- | ---------------------------------------------------------------------- | --------- |
| Deutschland (BVMI)        | —                                                                      | 350.000   |
| Europa (IFPI)             | Gold                                                                   | (500.000) |
| Frankreich (SNEP)         | Gold                                                                   | 100.000   |
| Norwegen (IFPI)           | Gold                                                                   | 25.000    |
| Schweiz (IFPI)            | Gold                                                                   | 25.000    |
| Vereinigte Staaten (RIAA) | —                                                                      | 450.000   |
| Insgesamt                 | 4× Gold ·                                                              | 950.000   |

Hauptartikel: Scorpions/Auszeichnungen für Musikverkäufe